# Palau dels Normands
El Palau dels Normands, també conegut com a Palau Reial, és un palau situat a Palerm, que fou seu dels reis de Sicília, i és seu del Parlament Sicilià des del 1947.
El palau conté la capella Palatina, un dels millors exemples de l'estil àrab-normand-romà d'Orient, predominant en la Sicília del segle xii. Els mosaics, el sostre de fusta i les incrustacions de marbre de la part inferior de les parets i el terra són molt elaborats.

## Història
Es començà a construir al s. IX per ordre de l'emir de Palerm i l'amplià al segle xii Roger II de Sicília i altres reis normands.
La major part del palau es va reconstruir i ampliar com a castell en l'època catalanoaragonesa i sota domini espanyol, però n'han sobreviscut algunes parts treballades en l'època de Roger II.
Al juliol de 2015, el conjunt «Palerm arab-normand i les catedrals de Cefalú i Monreale» s'inclogué en la llista del Patrimoni de la Humanitat per la Unesco. El palau Reial és un dels nou béns individuals que comprén la declaració (amb l'ID 1487-001).

## Galeria d'imatges

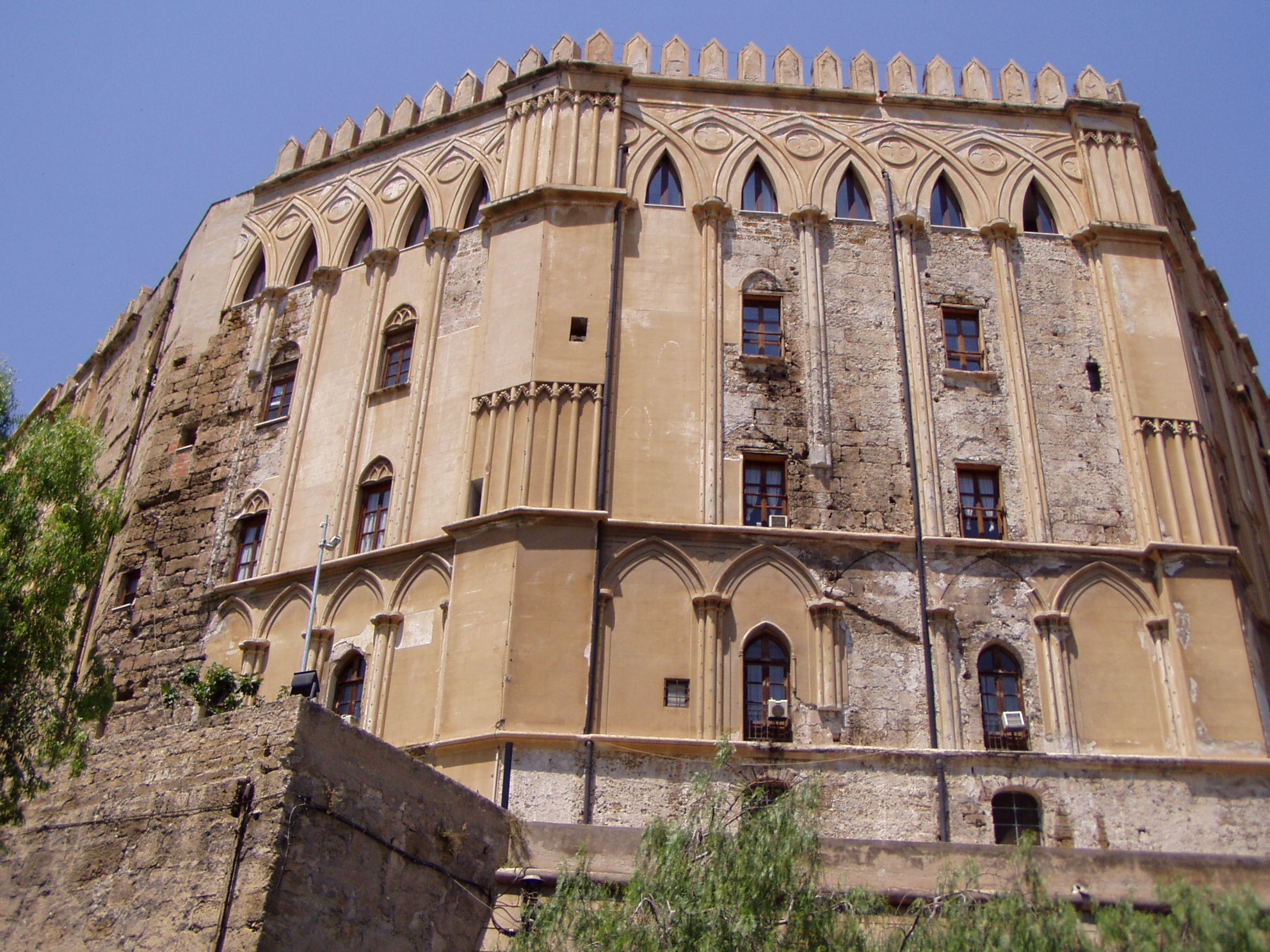
Palau dels Normands, Palerm
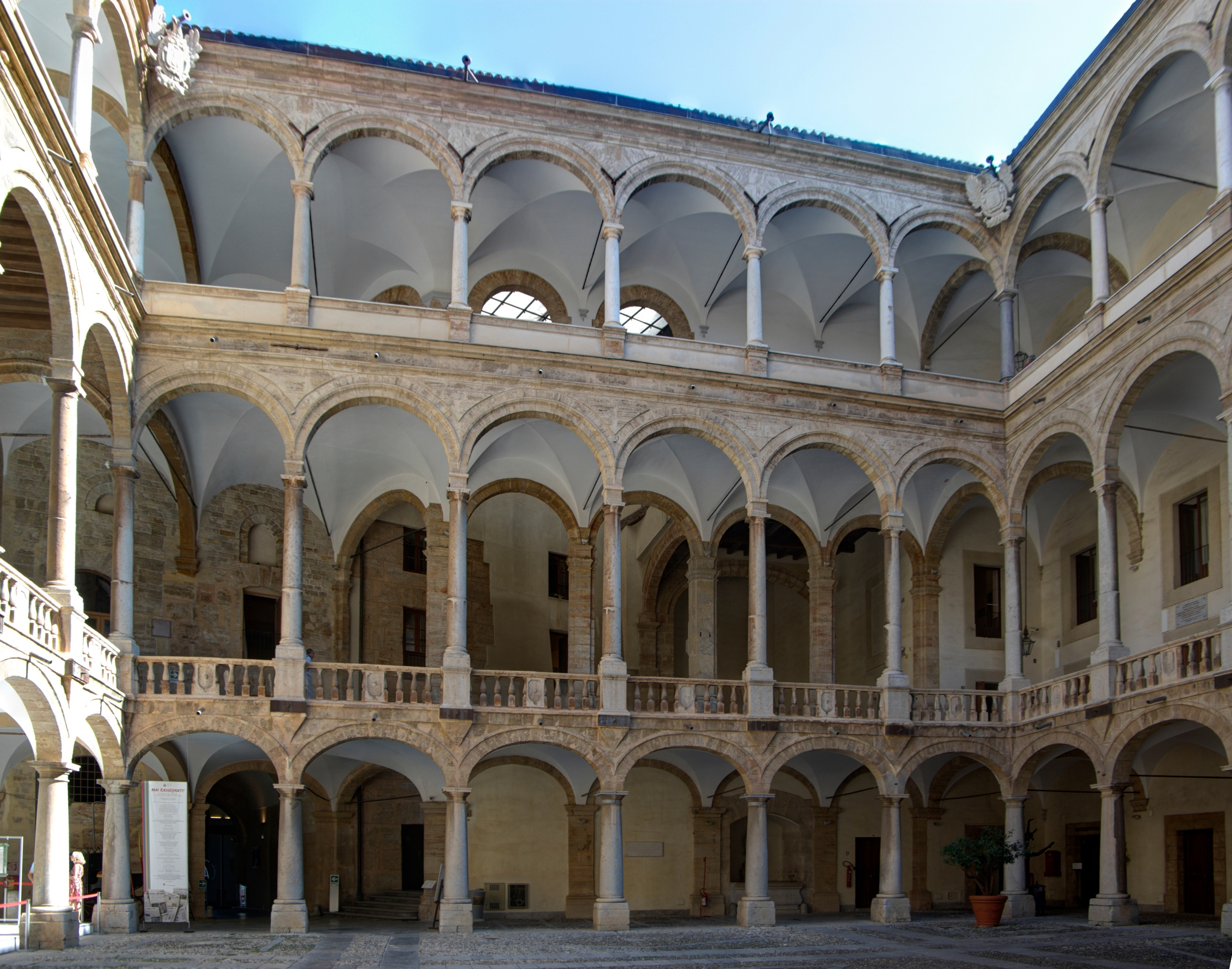
El palau i la capella Palatina
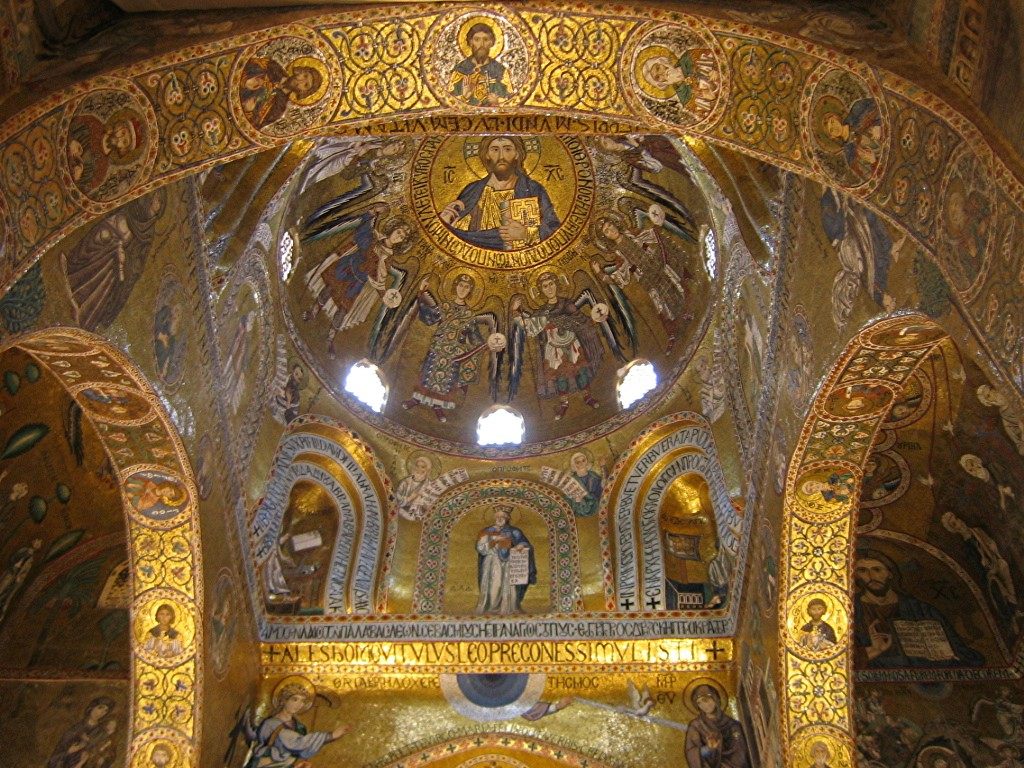
Mosaic del Pantocràtor a l'absis central
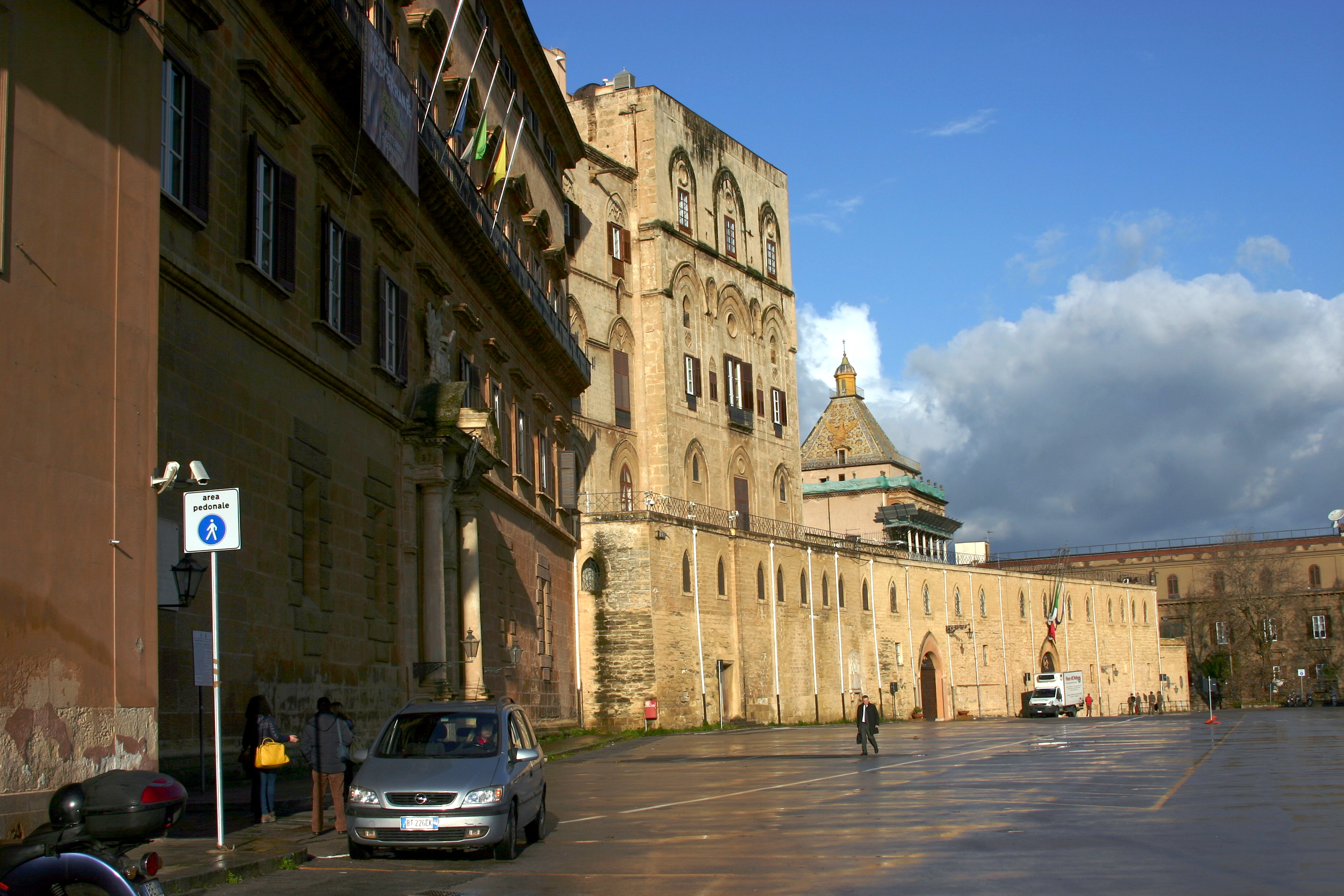
El palau